# Tubarão (romance)
Tubarão (Jaws, no original em inglês) é um livro norte-americano escrito por Peter Benchley em 1974. Conta a história de um grande tubarão-branco que ataca uma pequena cidade turística e a jornada de três homens que tentam matá-lo. No Brasil, desde 2015 é publicado pela Darkside Books, com tradução de Carla Madeira.
Inspirado por histórias de ataques de tubarão que ouvia enquanto crescia, Benchley vendeu a ideia para uma editora e escreveu o manuscrito acompanhado pelo editor. Por meio de uma campanha de marketing orquestrada pela Doubleday e pela editora de brochura Bantam, Jaws foi incorporado a muitos catálogos de clubes de venda de livros e atraiu o interesse da mídia. Após a primeira publicação em fevereiro de 1974, o romance foi um grande sucesso, com a versão em capa dura ficando na lista dos mais vendidos por cerca de 44 semanas e a brochura subsequente vendendo milhões de cópias no ano seguinte. As críticas foram mistas, com muitos críticos literários considerando a prosa e caracterização como insuficientes, apesar do suspense eficaz do romance.
A obra ficou internacionalmente conhecida após a adaptação cinematográfica dirigida por Steven Spielberg, em junho de 1975. O filme omitiu muitas das pequenas subtramas do livro, concentrando-se mais no tubarão e nas caracterizações dos três protagonistas. Tubarão se tornou o filme de maior bilheteria da história até aquele momento, tornando-se um divisor de águas na história do cinema e o pai dos filmes blockbuster de verão. O filme seguiu com três sequências.

## Sinopse
Na cidade fictícia de Amity, na costa sul de Long Island, Nova Iorque, um tubarão-branco ataca uma jovem turista chamada Chrissie Watkins. Após encontrar os restos mortais dela, o chefe de polícia Martin Brody quer fechar as praias de Amity para investigarem a presença de tubarão, mas o prefeito Larry Vaughan e os vereadores da cidade rejeitam a ideia por medo de danos ao turismo de verão, a principal indústria da cidade. A imprensa local também não noticia o ataque.
Nos próximos dias, o tubarão também ataca Alex Kitner (6 anos) e Morris Cater (65). As autoridades locais contratam o pescador Ben Gardner para matar o tubarão, mas o pescador desaparece. Brody novamente tenta fechar as praias, enquanto Harry Meadows, editor do jornal de Amity, descobre que o prefeito tem ligações com a máfia, que está pressionando para manter as praias abertas e proteger o valor dos imóveis. Meadows busca o ictiólogo Matt Hooper para obter conselhos sobre como lidar com o tubarão. A esposa de Brody, Ellen, conhecia Hooper de quando era solteira, e acaba por encontrar com ele em um hotel e ter relações sexuais.
As notícias dos ataques atraem turistas esperando vislumbrar o tubarão assassino. Depois que um menino escapa por pouco de outro ataque, Brody fecha as praias e contrata Quint, um caçador profissional de tubarões, para matar o tubarão. Brody, Quint e Hooper partem no navio de Quint, o Orca. Há extrema animosidade entre os três. Quint não respeita Hooper, a quem considera um universitário mimado. Hooper despreza os métodos de Quint, que estripa um tubarão azul e usa um golfinho capturado ilegalmente como isca. Brody e Hooper também discutem, pois Brody suspeita sobre o possível encontro dele com Ellen.
Enquanto eles estão no mar, Larry Vaughn visita a casa de Brody e informa a Ellen que não é mais prefeito e ele e sua esposa estão deixando Amity. Ellen reflete sobre a vida que poderia ter se tivesse casada com um homem como Vaughn e a vida que tem com Brody e se sente culpada pelo encontro com Hooper.
Os três homens no navio têm alguns encontros com o tubarão, que estimam ter 6 metros e mais de 2 mil quilos. Hooper quer usar uma gaiola à prova de tubarão, para tirar fotos e depois matar o animal com um bastão. Inicialmente, Quint se recusa por considerar uma ideia suicida, mas ele cede depois de várias tentativas frustradas de arpoar o tubarão. O tubarão consegue destruir a gaiola e devorar Hooper. Brody informa a Quint que a cidade não pode pagar por mais dias do trabalho dele e eles precisam encerrar a busca, mas Quint não se importa mais com o dinheiro e promete continuar perseguindo o tubarão.
Quando Quint e Brody voltam ao mar no dia seguinte, o tubarão começa a atacar o barco. Quint consegue arpoá-lo várias vezes mas mesmo assim o tubarão salta por cima do Orca, o que faz com que o barco comece a afundar. No momento do ataque, Quint consegue atingir outro arpão na barriga do tubarão, mas quando ele volta para a água, o pé de Quint fica preso na corda do arpão, e ele é arrastado para a água e morre afogado. O tubarão avança em direção a Brody, que está agarrado em um assento flutuante. No entanto, assim que o tubarão chega a poucos metros dele, finalmente morre por seus ferimentos. O único sobrevivente, Brody observa enquanto o tubarão afunda lentamente arrastando o corpo de Quint atrás dele e, em seguida, nada de volta à costa em sua boia improvisada.

## Desenvolvimento
Peter Benchley tinha um fascínio de longa data por tubarões, que ele frequentemente encontrava enquanto pescava com seu pai Nathaniel em Nantucket. Como resultado, durante anos, ele considerou escrever "uma história sobre um tubarão que ataca pessoas e o que aconteceria se ele aparecesse e não sumisse". Esse interesse cresceu depois de ler uma notícia de 1964 sobre o pescador Frank Mundus pegando um grande tubarão branco pesando 2 060 kg na costa de Montauk, Nova Iorque.

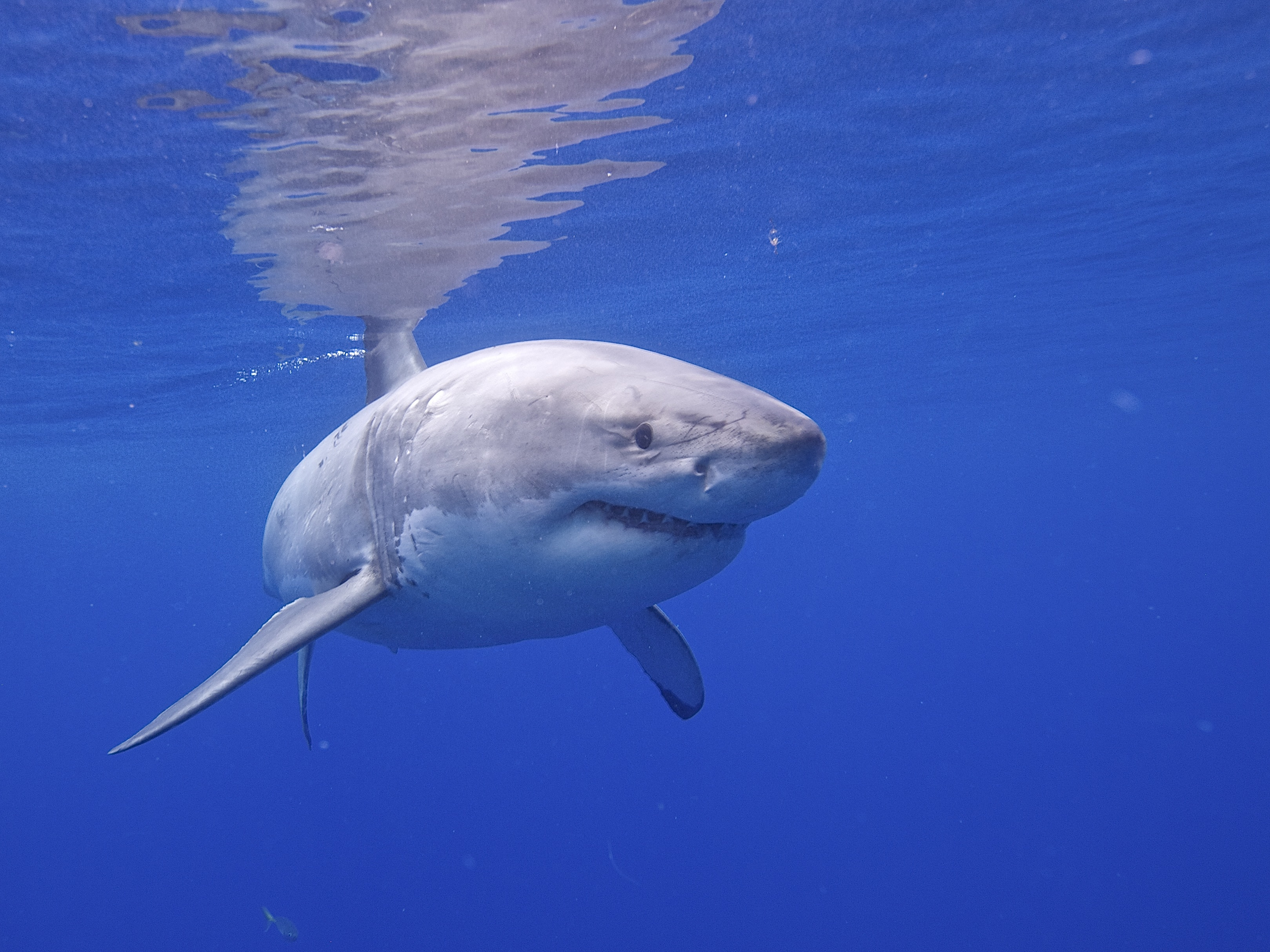
Um tubarão-branco é o antagonista da história.

Em 1971, Benchley trabalhava como escritor freelancer. Enquanto isso, seu agente literário agendava reuniões regulares com editores. Um deles foi o editor da Doubleday, Thomas Congdon, que almoçou com Benchley em busca de ideias para livros. Congdon não achou as propostas de Benchley para não-ficção interessantes, mas preferiu sua ideia de um romance sobre um tubarão aterrorizando um resort de praia. Benchley enviou uma página ao escritório de Congdon, e o editor lhe pagou 1.000 dólares por 100 páginas. Essas páginas compreenderiam os primeiros quatro capítulos, e o manuscrito completo recebeu um adiantamento total de US$ 7 500 dólares. Congdon e a equipe da Doubleday estavam confiantes, vendo Benchley como "uma espécie de especialista em tubarões", com o autor se auto-descrevendo como "sabendo tanto quanto qualquer amador sobre tubarões", pois ele havia lido alguns livros de pesquisa e visto o documentário de 1971 Blue Water White Death. Depois que a Doubleday encomendou o livro, Benchley começou a pesquisar todo o material possível sobre tubarões. Entre suas fontes estavam Blue Meridian, de Peter Matthiessen, The Shark: Splendid Savage of the Sea, de Jacques Cousteau, Shadows in the Sea, de Thomas B. Allen, e About Sharks and Shark Attacks, de David H. Davies.
Durante este tempo, Benchley trabalhou em seu escritório improvisado acima de uma empresa de fornos em Pennington, Nova Jersey durante o inverno, e em um galinheiro convertido na propriedade à beira-mar da família de sua esposa em Stonington, Connecticut durante o verão. Congdon ditou mais mudanças em relação ao resto do livro, incluindo uma cena de sexo entre Brody e sua esposa que foi alterada para Ellen e Hooper. Congdon não achava que houvesse "qualquer lugar para esse sexo conjugal saudável nesse tipo de livro". Após várias revisões e reescritas, juntamente com pagamentos esporádicos do adiantamento, Benchley entregou seu rascunho final em janeiro de 1973.
Benchley também foi parcialmente inspirado pelos ataques de tubarão na costa de Nova Jersey em 1916, onde houve quatro mortes registradas e uma lesão crítica causados por tubarões ao longo de 13 dias. A história é muito semelhante à história no livro de Benchley com uma cidade de praia de férias na costa do Atlântico sendo assombrada por ataques e as pessoas eventualmente sendo comissionadas para caçar e matar o tubarão ou tubarões responsáveis. Há outra semelhança no incidente de 1916 e no livro em que crianças são atacadas em um corpo de água diferente do oceano - no incidente de 1916, uma criança e um adulto que tentou salvá-lo foram atacados e mortos em Matawan Creek, um riacho de água doce e na adaptação cinematográfica Mike Brody é quase morto no "lago" que na realidade é uma pequena enseada que se conecta ao mar aberto através de um pequeno afluente.
Benchley e Congdon demoraram a encontrar um título, com o autor especulando ter chegado a 125 ideias, no geral descartadas por serem consideradas "pretensiosas, estranhas ou melodramáticas". Vinte minutos antes da impressão começar, Benchley concluiu que Jaws, "mandíbulas", que já havia surgido em sugestões como The Jaws of Death ('as mandíbulas da morte') e The Jaws of Leviathan ('as mandíbulas de Leviatã') era "a única palavra que significa alguma coisa, que diz alguma coisa" e ambos optaram por esse título. Para a capa, a sugestão de Benchley foi ilustrar Amity sendo vista de dentro das mandíbulas de um tubarão. Tal ideia acabaria em algumas versões internacionais, mas a concepção pelo artista da Doubleday Wendell Minor foi rejeitada por gerentes de vendas por subtextos sexuais, lembrando a vagina dentata. O diretor de arte Alex Gotfryd então pediu ajuda ao artista Paul Bacon, que fez uma grande cabeça de tubarão, ao qual Gotfryd sugeriu acrescentar uma banhista para criar "um senso de desastre e um senso de escala". O resultado acabaria na versão de capa dura pela Doubleday. Porém o editor da Bantam, Oscar Dystel, não gostou e para a versão brochura pediu uma nova versão ao ilustrador Roger Kastel. Kastel partiu do conceito de Bacon e resolveu ilustrar o tubarão atacando Chrissie, usando como referência os modelos de tubarões no Museu Americano de História Natural e uma modelo que Bacon pediu para deitar em um banco imitando um nado crawl. A pintura a óleo acabaria sendo reutilizada pelo estúdio Universal Pictures nos cartazes da adaptação cinematográfica.

## Lançamento
Benchley diz que nem ele nem ninguém envolvido em sua concepção inicialmente percebeu o potencial do livro. Tom Congdon, no entanto, percebeu que o romance tinha perspectivas e o enviou para o Clube do Livro do Mês e para as casas de brochura. O Clube do Livro do Mês fez dele um "Livro A", qualificando-o para sua seleção principal, depois a Reader's Digest também o selecionou. A data de publicação foi adiada para permitir um lançamento cuidadosamente orquestrado. Foi lançado primeiro em capa dura em fevereiro de 1974,  depois nos clubes do livro, seguido por uma campanha nacional para o lançamento de brochura. Bantam comprou os direitos de brochura por US $ 575.000,  que Benchley aponta ser "na época uma enorme soma de dinheiro". Uma vez que os direitos de Bantam expiraram anos depois, eles reverteram para Benchley, que posteriormente os vendeu para a Random House, que desde então fez todas as reimpressões de Tubarão.
Após o lançamento, Jaws se tornou um grande sucesso. De acordo com a biografia de Steven Spielberg escrita por John Baxter, a primeira entrada do romance na lista de best-sellers da Califórnia foi causada por Spielberg e os produtores Richard D. Zanuck e David Brown, que estavam na pré-produção do filme Tubarão, comprando cem exemplares do romance cada, a maioria dos quais foram enviados para "formadores de opinião e membros da classe tagarela". Jaws foi o livro de maior sucesso do estado às 19h do primeiro dia. No entanto, as vendas foram boas em todo o país sem engenharia.  A capa dura ficou na lista de mais vendidos do The New York Times por cerca de 44 semanas – chegando ao número dois atrás de Watership Down – vendendo um total de 125.000 cópias. A versão em brochura foi ainda mais bem sucedida, liderando as paradas de livros em todo o mundo,  e quando a adaptação cinematográfica estreou em junho de 1975, o romance vendeu 5,5 milhões de cópias no mercado interno, um número que acabou chegando a 9,5 milhões de cópias.  As vendas mundiais são estimadas em 20 milhões de cópias. O sucesso inspirou a American Broadcasting Company a convidar Benchley para um episódio de The American Sportsman, onde o escritor acabou nadando com tubarões na Austrália, no que seria o primeiro de muitos programas de televisão relacionados à natureza que Benchley participaria.

## Análise
O livro pode ser classificado entre as peças do gênero de catástrofe. Destaca-se a figura do herói (Martin Brody) que se contrapõe ao poder local (Larry Vaugham) contra o perigo representado pelo tubarão. Inicialmente Brody não é compreendido pelas pessoas que tenta defender, mas no final o perigo é afastado e o herói redimido. Por outro lado, a imprensa é retratada de modo positivo, tenta manter-se imparcial, apoiar a comunidade e as instituições locais.
A narrativa segue um estilo cinematográfico e está dividida em três partes. Primeiramente o perigo é apresentado, depois seguem-se os complicadores para na última parte termos o clímax e o desfecho. A tradução feita por Carla Madeira tem algumas notas de rodapé em alguns trechos, mas nada que atrapalhe a fruição do leitor.

## Adaptação cinematográfica
Richard D. Zanuck e David Brown, produtores de filmes da Universal Pictures, ouviram sobre o livro antes da publicação ao mesmo tempo. Ao lê-lo, ambos concordaram que o livro era excitante e merecia uma adaptação cinematográfica, mesmo que não tivessem certeza de como realizá-la. O agente de Benchley vendeu os direitos de adaptação por US$ 150 mil, mais US$ 25 mil para Benchley escrever o roteiro. Embora isso tenha encantado o autor, que tinha muito pouco dinheiro na época, foi uma soma baixa, como o acordo ocorreu antes do livro se tornar um best-seller surpresa. Depois de garantir os direitos, Steven Spielberg, que estava fazendo seu primeiro filme cinematográfico de longa-metragem, The Sugarland Express, para os produtores da Universal, foi contratado como diretor. Para interpretar os protagonistas, os produtores lançaram Robert Shaw como Quint, Roy Scheider como Brody e Richard Dreyfuss como Hooper.

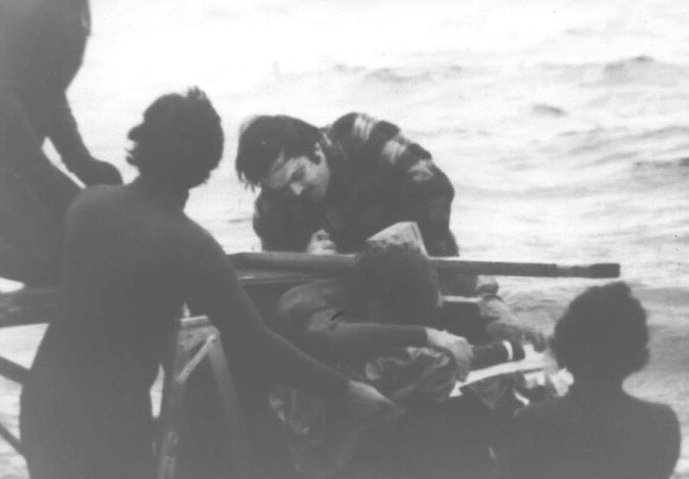
O ator Jim Harrington no píer durante gravação. À direita, de costas para a câmera, Steven Spielberg

O contrato de Benchley prometia a ele o primeiro rascunho do roteiro de Tubarão. Ele escreveu três versões antes de passar o trabalho para outros escritores; o único outro escritor creditado ao lado de Benchley foi o autor responsável pelo roteiro de filmagem, o ator e escritor Carl Gottlieb. Benchley também aparece no filme interpretando um repórter. Para a adaptação, Spielberg queria preservar o conceito básico do livro enquanto removia as muitas subtramas de Benchley e alterava as caracterizações, tendo considerado os personagens do livro como desagradáveis. Entre as mudanças estavam a remoção do caso adúltero entre Ellen Brody e Matt Hooper, fazendo Quint um sobrevivente do USS Indianapolis durante a Segunda Guerra Mundial, e mudando a causa da morte do tubarão de feridas extensas para uma explosão de cilindro de mergulho. O diretor estimou que o roteiro final teve um total de 27 cenas que não estavam no livro. Amity também foi realocada; enquanto explorava o cenário de Long Island, Brown achou "grande demais" e não combinava com a ideia de "uma área de férias que era de classe média baixa o suficiente para que a aparição de um tubarão destruísse os negócios turísticos". Assim, agora, o cenário era uma ilha na Nova Inglaterra, filmada em Martha's Vineyard, Massachusetts.
Lançado nos cinemas em 1975, Tubarão se tornou o filme de maior bilheteria de todos os tempos na época, um recorde que manteve por dois anos até o lançamento de Star Wars. Benchley estava satisfeito com a adaptação, observando como a queda das subtramas abria espaço para "todos os pequenos detalhes que desenvolviam os personagens". O sucesso do filme levou a três sequências, que Benchley não teve envolvimento apesar de se basear em seus personagens. De acordo com Benchley, uma vez que seu pagamento dos royalties relacionados à adaptação se atrasou, ele ligou para seu agente e ela respondeu que o estúdio estava fazendo um acordo para as sequências. Benchley não gostou da ideia, dizendo: "Eu não me importo com sequências; quem vai querer fazer uma continuação de um filme sobre um peixe?" Em seguida, ele renunciou aos direitos de sequela de Tubarão, além de um pagamento único de US$ 70.000 para cada um.